# Abel Xavier Nzuzi Lubota
Abel Xavier Nzuzi Lubota est un membre angolais de l'assemblée nationale pour le parti CASA–CE.